# Сухоцвіт багновий
Сухоцвіт багновий (Gnaphalium uliginosum L., Filaginella uliginosa (L.) Opiz), місцеві назви — сухоцвітки, жаб'яча трава, волошки, товстушка.
Однорічна трав'яниста рослина родини складноцвітих 5-20 см заввишки з простерто-галузистим стеблом, густо вкритим сіруватоповстистим опушенням. Листки чергові, короткочерешкові або сидячі, цілокраї, сірувато-білоповстисті, інколи зверху майже голі. Пластинка листка лінійно-довгаста або майже ланцетна 10-50 мм завдовжки, 1-5 мм завширшки), тупувата, до основи звужена. Суцвіття — дрібні кошики (3-4 мм завдовжки і 3-3,5 мм завширшки), скупчені по 2-4 в досить щільних пучках на кінцях гілочок, у пазухах верхніх листків, більших від кошиків. У кошиках зовнішні листочки черепичастої обгортки коротші від внутрішніх, яйцеподібні, тупі, плівчасті, при основі трохи шорсткі, внутрішні листочки загострені, голі, бруднувато-жовті або світло-бурі, блискучі. Крайові квітки в кошиках маточкою, трубчасто-ниткоподібні з 3-4-зубчастим, а серединні — з п'ятизубчастим віночком, двостатеві, з п'ятьма тичинками, однією маточкою з нижньою зав'яззю, ниткоподібним стовпчиком і дволопатевою приймочкою.
Плід — довгаста зеленувато-сіра або світло-коричнева сім'янка (до 1,5 мм завдовжки, 0,15-0,2 мм завширшки), трохи сплюснута з чубком з ряду обпадних, зазубрених, білих, ламких волосків.
Росте на сирих і заболочених лісових луках, вирубках, галявинах, заплавах . Світлолюбна рослина. Цвіте у червні — серпні або жовтні.
Поширений у лісовій і лісостеповій зонах України. Заготовляють у Волинській, Рівненській, Житомирській, Київській, Сумській, Тернопільській, Харківській, Хмельницькій, Черкаській областях, а також у Карпатах, Прикарпатті і Закарпатті. Запаси сировини значні.

## Близький вид
Сухоцвіт лісовий (G, sylvaticum L.) Відрізняється від попереднього виду більшими розмірами, прямим негалузистим стеблом, темно-зеленими зверху листками, циліндричними кошиками, зібраними в колосоподібні або волотисті суцвіття. Росте на вирубках, лісових полянах, згарищах. Світлолюбна рослина. Поширена y лісових і лісостепових районах, дуже рідко в Степу.

## Практичне використання
Лікарська рослина. У науковій медицині використовують надземну частину сухоцвіту багнового — Herba Gnaphalii uliginosi. Препарати з неї рекомендують при гіпертонії, виразках шлунка, для лікування опіків, наривів і відкритих ран. Сухоцвіт використовують для лікування ран, виразок шлунка і дванадцятипалої кишки, при кавернах і абсцесах легень, при ерозіях і виразках шийки матки, при гангрені у вигляді ванн для ніг.
У траві сухоцвіту містяться сліди ефірної олії, алкалоїд інсифалін, дубильні речовини, смола, фітостерин, жирна олія, вітамін С і В, а також мікроелементи.
У народній медицині траву сухоцвіту здавна використовують при гастритах, кровотечах (маткових, гемороїдальних), проносі, цинзі, як заспокійливий і протитуберкульозний засіб, при гіпертонії, астмі, діабеті. Зовнішньо відвар рослина застосовують при лікуванні ран, опіків, виразок, екзем.
Сухоцвіт лісовий у народній медицині застосовують від епілепсії, паралічу, при грипі, а порошок трави — від опіків. У ветеринарії цю рослину використовують при лікуванні ран і наривів у рогатої худоби. Вважається непоганою кормовою рослиною.

## Збирання, переробка та зберігання
Збирають рослину в період цвітіння, вириваючи її всю, струшуючи пісок. У зібраних рослин відрізують корінь вище кореневої шийки. Сушать рослина на підстилці на горищах, у приміщенні, на відкритому повітрі або в сушарках при температурі 30-40°. Висушену сировину пресують, пакують у тюки вагою по 20, 40-60 кг. Зберігають у сухих, добре провітрюваних приміщеннях. Строк зберігання — три роки.